# Arènes de Grand Paris Sud
 (mars 2025).
Motif : Une fois retirées les sources primaires, les sources sur d'autres sujets… où sont les sources secondaires de qualité, centrées, démontrant une notoriété encyclopédique ?
- Archive Wikiwix
- Bing
- Cairn
- DuckDuckGo
- E. Universalis
- Gallica
- Google
- G. Books
- G. News
- G. Scholar
- Persée
- Qwant
- (zh) Baidu
- (ru) Yandex

| 1. | Préciser le motif de la pose du bandeau. | Précisez le motif de la pose du bandeau en utilisant la syntaxe suivante : {{admissibilité à vérifier\|date=mars 2025\|motif=remplacez ce texte par le motif}}                                 |
| 2. | Informer les utilisateurs concernés.     | Pensez à avertir le créateur de l'article, par exemple, en insérant le code ci-dessous sur sa page de discussion : {{subst:avertissement admissibilité à vérifier\|Arènes de Grand Paris Sud}} |

 (mars 2025).
Les Arènes de Grand Paris Sud, anciennement connues sous le nom Arènes de l'Agora, sont une salle de spectacle située à Évry-Courcouronnes, dans l'Essonne. Sa capacité actuelle est de 3 000 places.

## Histoire
Les Arènes de l'Agora ont été inaugurée en 1975 en même temps que le centre commercial Évry 2 (aujourd'hui appelé Le Spot). Le bâtiment initial est l'œuvre des architectes Jean Perrottet et Jean Le Couteur.
Elles ont accueilli de nombreux spectacles, concerts, évènements sportifs (la salle a été en 1976 celle de la section basketball du Stade Français)  ou politiques jusqu'en 2018, où une fermeture est décidée pour une restructuration d'ampleur.
En 2015, l'une des plus grande fresque d'Europe est réalisée sur les Arènes (3000 m², 32 mètres de haut), par l'artiste Speedy Graphito.
Après 5 années de travaux et 35 millions d'euros d'investissement (sur la base de plans de l'agence DVVD Architectes), les Arènes de Grand Paris Sud ouvrent leurs porte en 2024,.
Avant même cette ouverture, le 16 septembre 2023, la communauté d'agglomération Grand Paris Sud, propriétaire et gestionnaire des Arènes, et l'équipe d'esport Karmine Corp, annoncent un partenariat faisant de la Karmine Corp l'équipe résidente des Arènes. Ce partenariat prévoit l'organisation régulière d'évènements sur plusieurs années. Le premier évènement concrétisant cet accord a eu lieu un an plus tard, le 20 septembre 2024.